# Cattedrale di Santa Caterina (Cherson)
La cattedrale di Santa Caterina (in ucraino Свято-Катериненський собор?, Svjato-Katerynens'kyj sobor) è un edificio di culto ortodosso della città ucraina di Cherson.

## Storia
La chiesa, a lungo attribuita all'architetto Ivan Egorovič Starov, anche se molto più verosimilmente fu disegnata dal meno noto Ivan Sitnikov, fu costruita tra il 1781 ed il 1786. La sua realizzazione fu voluta dal generale Ivan Gannibal, uno dei protagonisti della  e tra i promotori della fondazione della città di Kherson. Essa doveva rappresentare un mausoleo per la guerra russo-turca appena conclusa, sia un richiamo alla cultura bizantina, della quale la Russia rivendicava esserne l'erede. Nel 1791 furono tumulati nella cattedrale i resti del principe Potëmkin.
Dopo la rivoluzione russa la cattedrale di Santa Caterina venne chiusa al culto dalle autorità bolsceviche e riconvertita in un museo dedicato all'ateismo. Con l'invasione nazista dell'Ucraina e la conseguente occupazione della città, fu riaperta ai fedeli. Fu nuovamente chiusa dai sovietici nel 1962 e trasformata in un magazzino. Con il crollo dell'Union Sovietica fu reclamata dalla chiesa ortodossa russa e riaperta al culto.